# Чураско

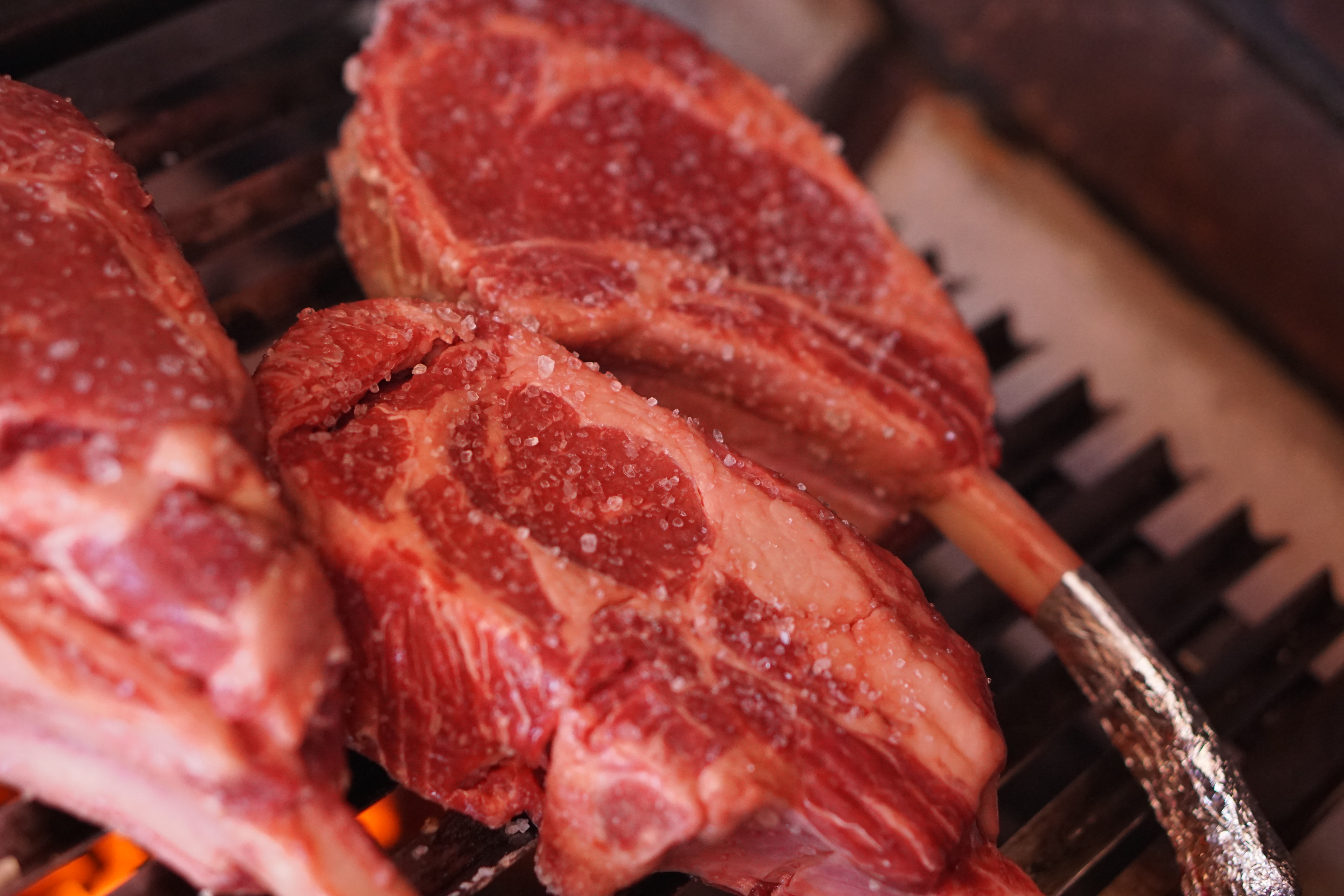
Типова бразильська чураска

Чураско (ісп. churrasco) — португальська та іспанська назва яловичини або смаженого м'яса в цілому, аналог гриля або барбекю. Це характерна риса кухні Бразилії, Уругваю та Аргентини. Пов'язаний з цим термін churrascaria (або churrasqueria) переважно розуміється як стейк-хаус. Чураскарія — ресторан, де подають смажене м'ясо. Зазвичай відвідувачам пропонують стільки, скільки можуть з'їсти: офіціанти ходять з рожном, нарізуючи м'ясо на тарілку клієнта. Цей стиль сервірування називається espeto corrido або rodízio і досить популярний у Бразилії, особливо у південних штатах, таких як Ріу-Гранді-ду-Сул, Парана, Санта-Катаріна та Сан-Паулу.

## Чураско за країнами

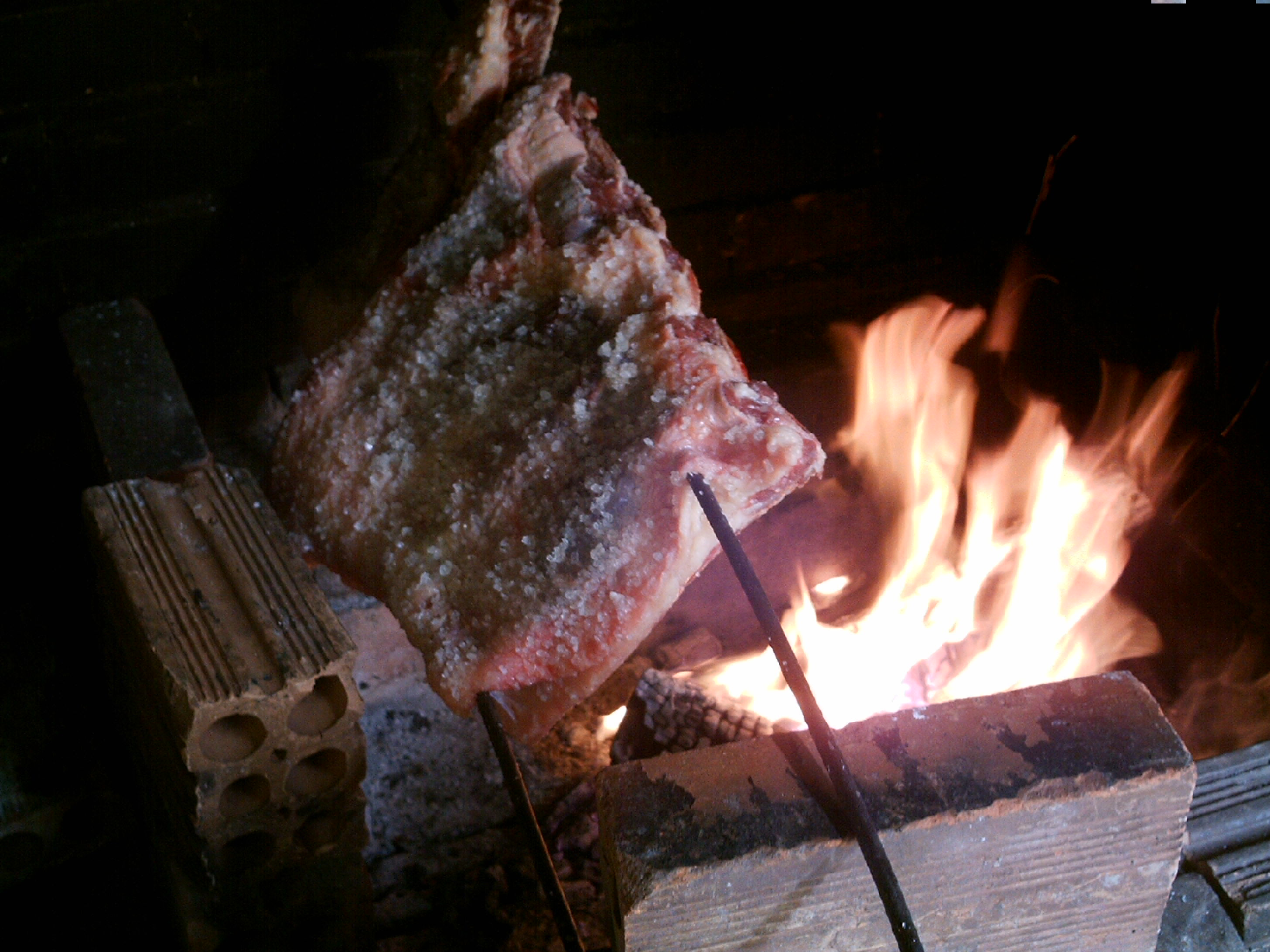
Бразильське чурраско

У Бразилії churrasco це термін для барбекю (за аналогією з аргентинським та уругвайським асадом), який виник на півдні Бразилії. У ньому використовується різноманітне м'ясо, свинина, ковбаса та курка, які можна готувати на спеціально побудованому «churrasqueira», грилі для барбекю, часто з підставками для рожна або шампурів. Портативні чураскейрас схожі на ті, що використовуються для приготування аргентинського та уругвайського асадо, з підставкою для гриля, але у багатьох бразильських чураскейрас немає грилів, тільки шампури над вугіллям. В якості альтернативи м'ясо можна приготувати на великих металевих або дерев'яних шпажках, що спираються на підставку або встромлені в землю і обсмажені на вугіллі (також можна використовувати дерево, особливо в штаті Ріу-Гранді-ду-Сул).
У Нікарагуа він відноситься до тонкого стейку, приготовленого на грилі і подається з традиційною петрушкою в соусі чимічурі, часник, перець і соус з оливкової олії. Перша хвиля іммігрантів запровадила цей термін для позначення шматка яловичини у ресторанах Сполучених Штатів у Маямі та Флориді ще у 1950-х роках.
В Аргентині та Уругваї Чурраско відноситься до будь-якої м'якоті яловичини, яка нарізана як стейк і підсмажена над розпеченим вугіллям або на дуже гарячій сковороді. Гаучо готували чурраско як частину свого асадо, яке тепер є національною стравою обох країн, яке подають із салатом та смаженим або пюре, а іноді і зі смаженим яйцем.
У Пуерто-Рико це завжди відноситься до скирт-стейка, приготовленого на грилі. Чимічуррі соус не є обов'язковим, оскільки м'ясо дуже пікантне, допускається лише з невеликого відтінку морської солі, що посипають м'ясо під час приготування. Також прийнято замінювати соус чимічурі ромовим соусом з гуави, приготовленим зі спеціями і 7up або соусом аджилімоджілі.
В Еквадорі Чурраско є основним продуктом харчування прибережного регіону, особливо Гуаякіля. Це стейк на грилі, заправлений чимічурі, він подається з бананами, білим рисом, картоплею фрі, смаженим яйцем і скибочками авокадо.
У Гватемалі чураско вважається типовою стравою для зустрічей та урочистих заходів. Зазвичай його подають з чирмолом, червоним соусом, що містить нарізані помідори та цибулю, а також з кукурудзою, гуакамоле, смаженою картоплею, тушкованою чорною квасолею, рисом та коржами.

У Чилі чураско відноситься до тонкого стейка, який варіюється залежно від бажаного виду сендвіча. Шматочки смажаться на грилі і подаються (іноді підігрітими) у місцевій булочці (званій «марракета» або «пан батідо» в Вальпараісо), зазвичай з помідорами, авокадо та майонезом, у разі італійського чураско. Інша популярна страва, churrasco a lo pobre («чураско для бідняків»), складається з чураско, яке подається з картоплею фрі, смаженим яйцем та карамелізованою цибулею.

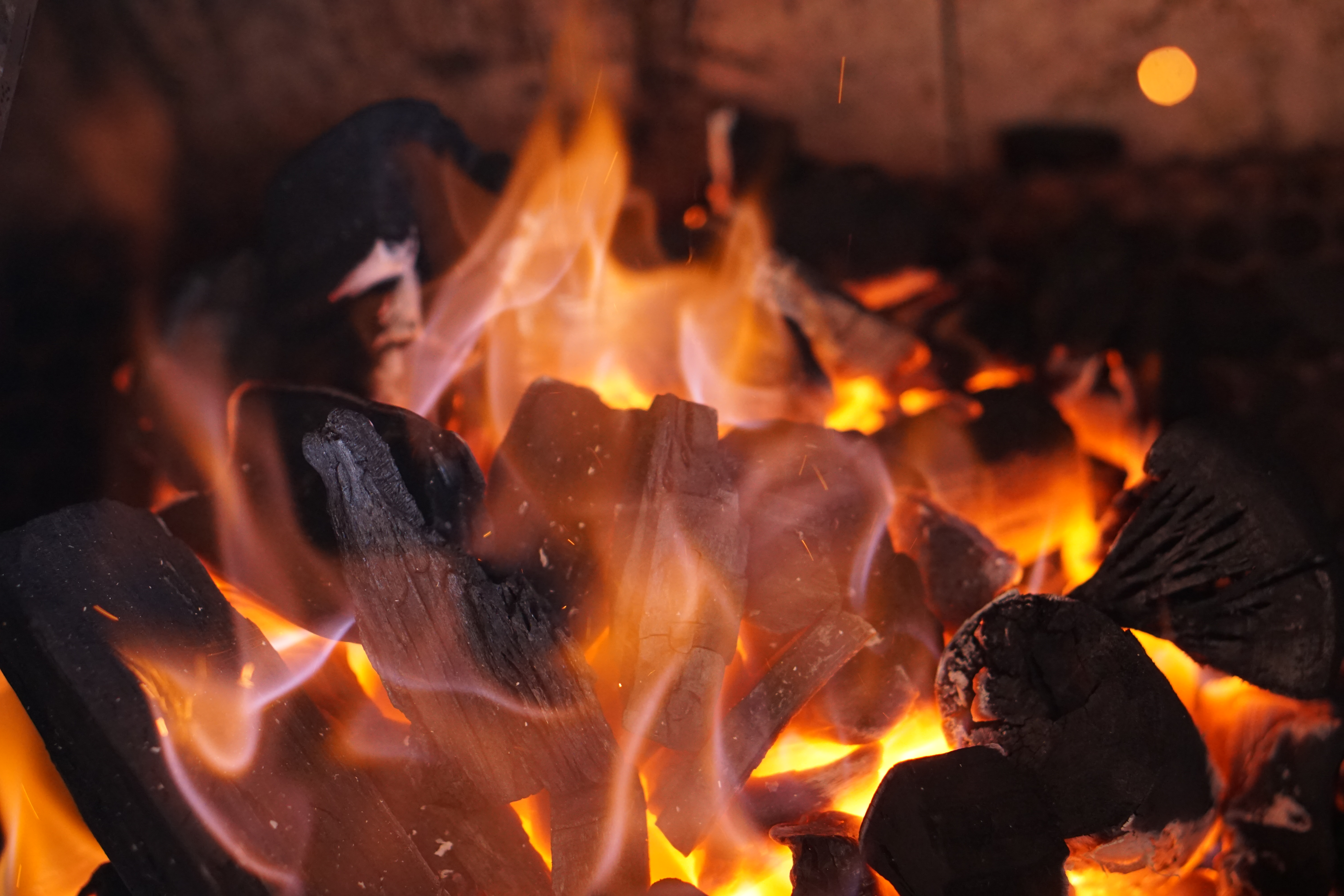
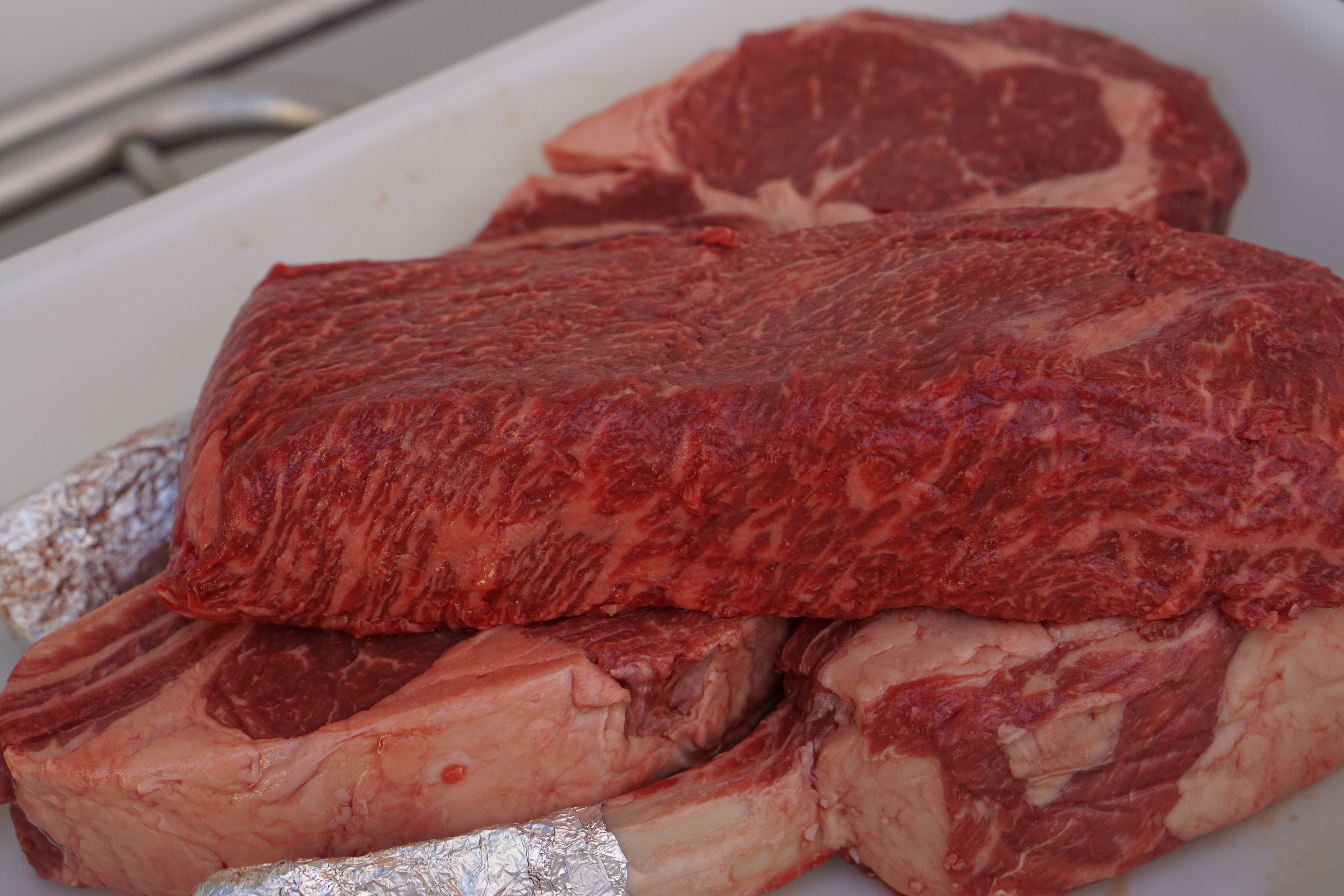
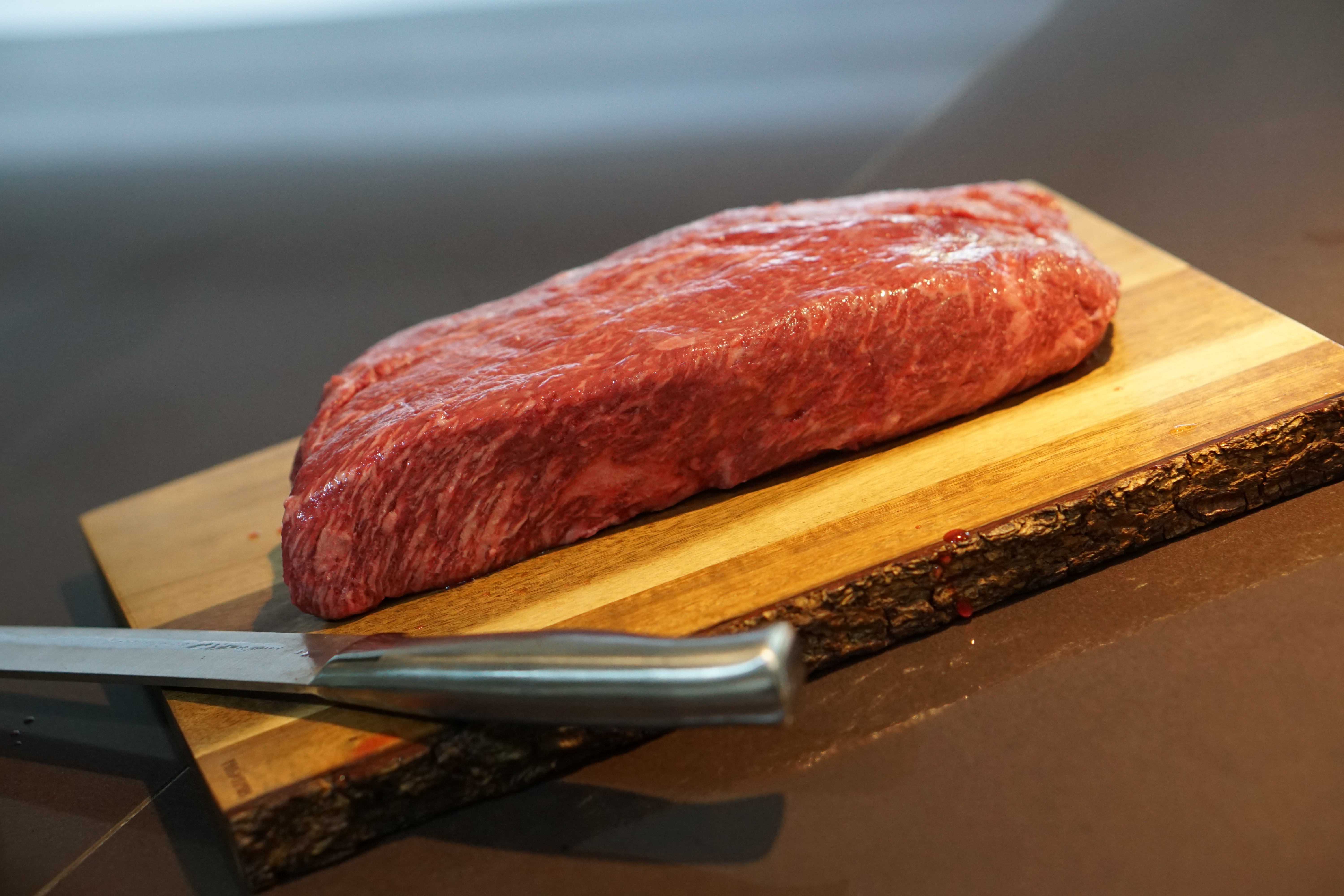
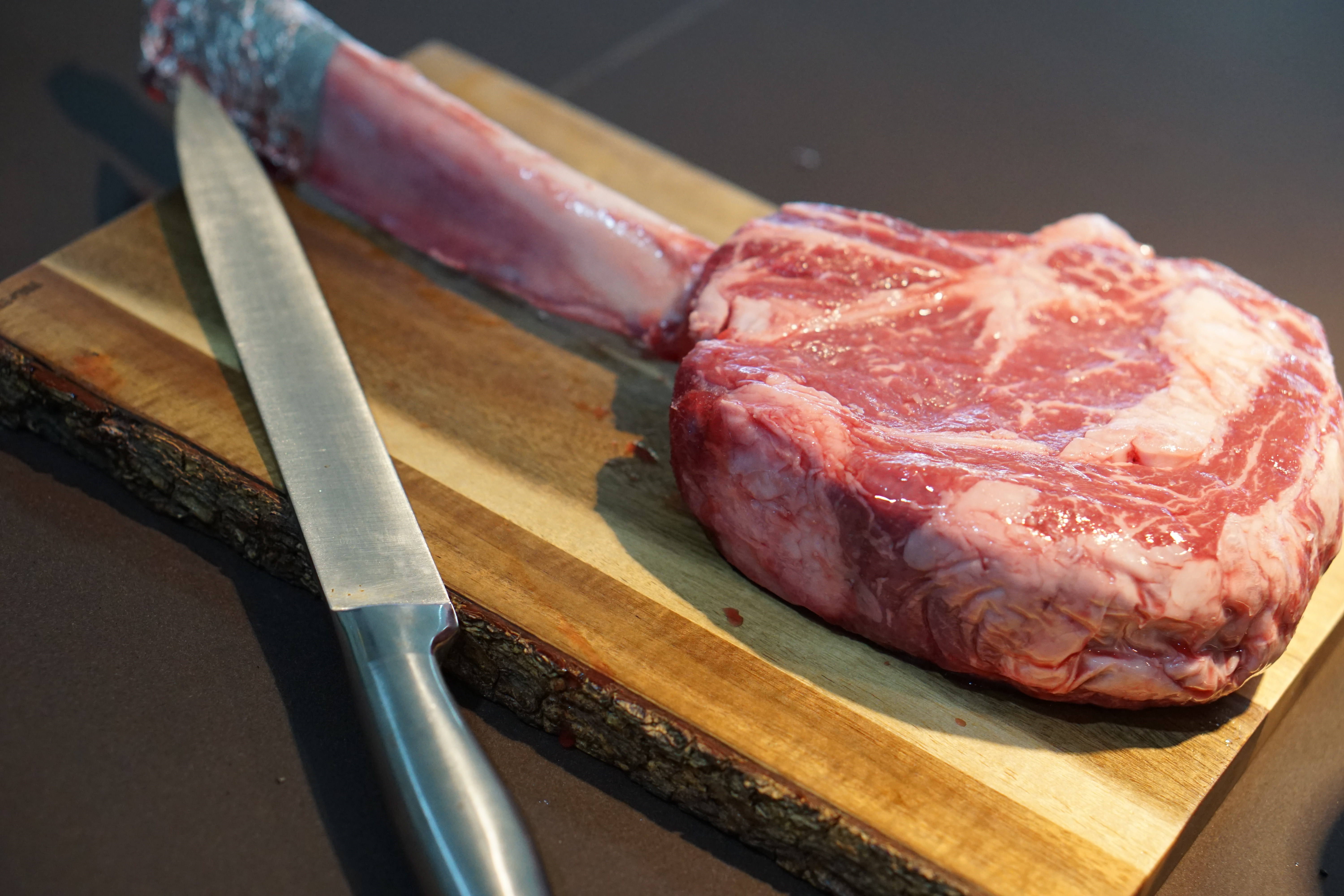

У Португалії frango de churrasco з пірі-пірі (своєрідне солоне смажене курча, приготоване на churrasqueira, в гострому червоному соусі чилі, з часником і червоним перцем) є дуже популярним. Португальське чураско та страви з курки дуже популярні у країнах з португальськими громадами, таких як Канада, Австралія, США, Венесуела та Південна Африка. Термін «чураско» використовується в колишніх португальських колоніях. Наприклад, чураско мокамбікано — смажену м'ясну страву з Мозамбіку.

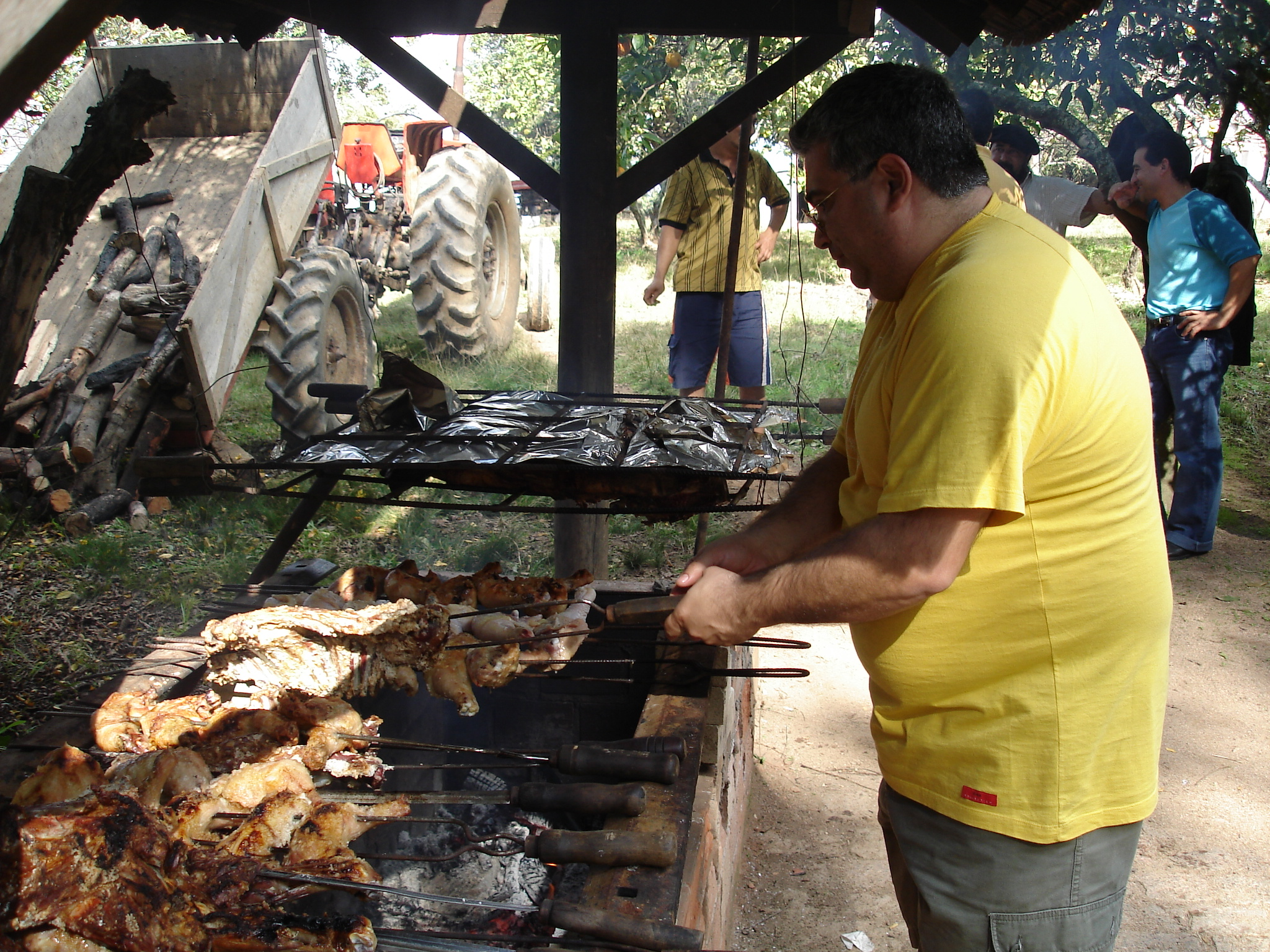
Бразильське барбекю

У Галісії під чураско розуміють майже виключно смажені свинячі або яловичі реберця. Галісійці, які емігрували до Америки в 20 столітті, привезли з собою рецепт чурраско. У наші дні багато галісійців усіх соціальних верств готують чураскаду.
У Сполучених Штатах популярність ресторанів у стилі чураско зросла з 1990-х років, чому сприяв успіх різних мереж, у тому числі Rodizio Grill, Texas de Brazil, Fogo de Chão і Tucanos, а також окремих бразильських барбекю ресторанів.
У США CHURRASCO є зареєстрованим товарним знаком для грилів / жаровень, вироблених Hickory Industries, Inc. of Ft. Lee, Нью-Джерсі.